# Kościół Kanda
Kościół katolicki Kanda (jap. カトリック神田教会 Katorikku Kanda kyōkai) lub kościół pw. św. Franciszka Ksawerego – kościół parafialny w Tokio (okręg specjalny Chiyoda) w Japonii, należy do archidiecezji Tokio, najstarszy zachowany kościół w stolicy Japonii. 

## Historia
Pierwszy kościół katolicki (namban-ji) w Tokio (wówczas: Edo) powstał pod koniec XVI wieku i wkrótce został zburzony podczas prześladowania chrześcijan. 
W 1872 misjonarze katoliccy z Towarzystwa Misji Zagranicznych w Paryżu rozpoczęli tajną działalność misyjną w Tokio pod pozorem uczenia języków obcych. Rok po zalegalizowaniu chrześcijaństwa w Japonii, w styczniu 1874 powstała w obecnej lokalizacji tymczasowa katedra pw. św. Franciszka Ksawerego jako pierwszy od zakończenia prześladowań kościół w Tokio. W 1877 pierwszym proboszczem kościoła został ks. Bernard Petitjean. W 1881 przybyły tu siostry z zakonu św. Pawła z Chartres i założyły ośrodek medyczny, sierociniec i szkołę podstawową, która później przekształciła się w Shirayuri Gakuen i Akademię Hyosung. W 1896 konsekrowano murowany budynek kościoła w stylu neogotyckim, który spłonął w 1913. 
9 grudnia 1928 konsekrowano obecny kościół, zbudowany z żelbetu odpornego na pożary i trzęsienia ziemi, w stylu neorenesansowym. W 1918 kościół przestał pełnić funkcje katedralne, ale II wojna światowa spowodowała zniszczenie nowej katedry i kościół Kanda ponownie musiał stać się katedrą aż do 1964, kiedy powstała obecna katedra Najświętszej Marii Panny w Tokio. W 1949, w 400-lecie wprowadzenia katolicyzmu w Japonii, odbyła się uroczysta introdukcja relikwii św. Franciszka Ksawerego w kościele Kanda.